# Стелла Блох
Стелла Блох (англ. Stella Bloch) або Стелла Кумарасвамі (англ. Stella Coomaraswamy; 18 грудня 1897, Тарнів — 20 січня 1999) — американська художниця, танцюристка та журналістка єврейського походження.

## Біографія
Стелла Блох народилася в місті Тарнів (Австро-Угорщина, нині — Польща), 18 грудня 1897 року, куди її мати Шарлотта повернулася з Нью-Йорка, аби народити дочку. У Мангеттені на 54-й Східній вулиці Стеллу виховували мати, тітка і дядько, Бернард і Поліна Оффнери та її двоюрідні брати Річард і Мортімер Оффнери

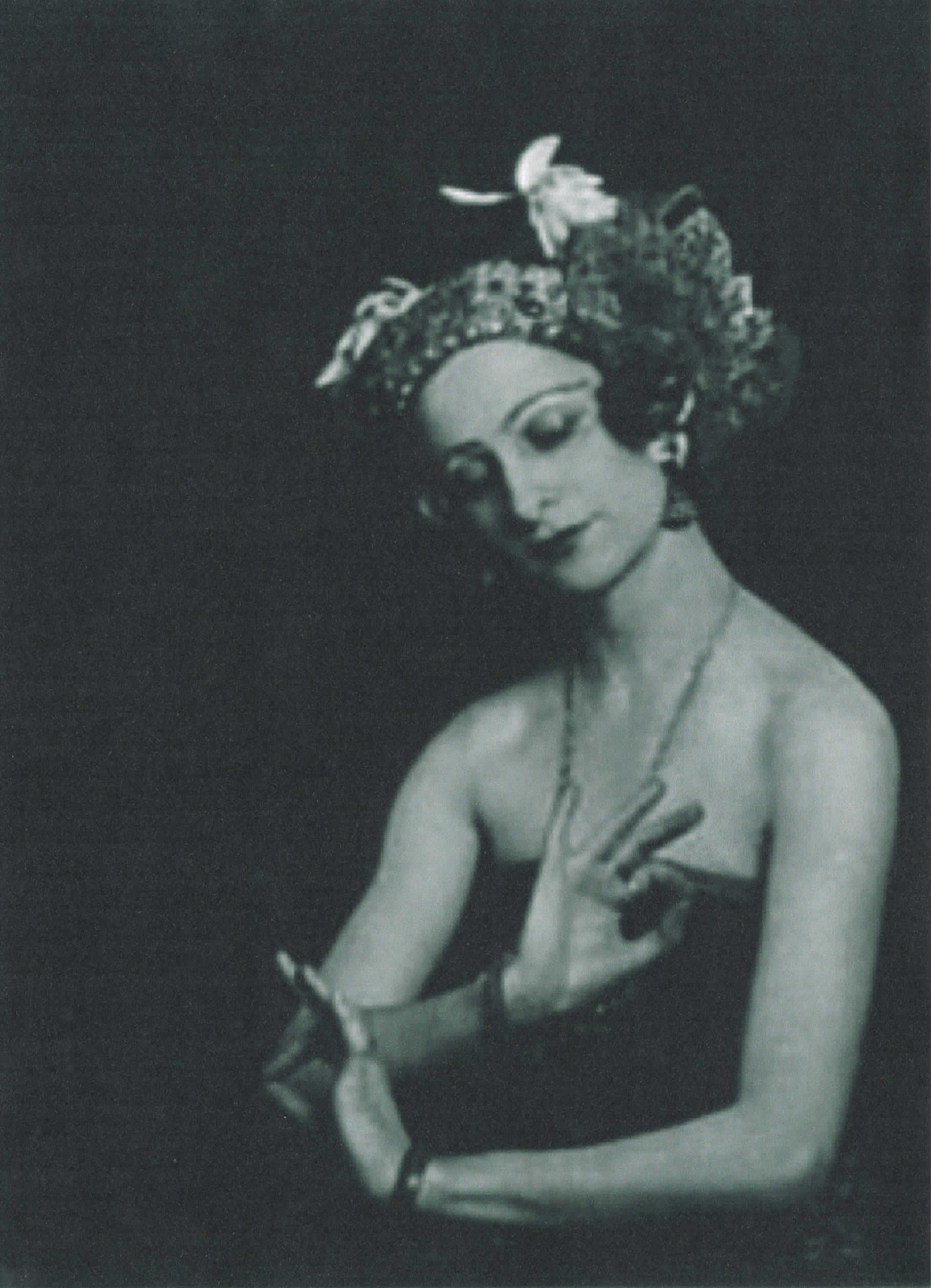
Стелла Блох у 1921 році

Кажуть, що Стелла Блох була першою з шести учениць Ісідори Дункан, американських танцюристок, відомих як «Isadorables». У 17 років Блох зустріла Ананду Кумарасвамі, з яким поїхала до Індії. Там вона провела деякий час. У Суракарті на Яві в палаці принца Соло рік вивчала яванські танці. Також почала використовувати свої журналістські й художні навички, перемальовуючи танцюристів у Лізі студентів-художників Нью-Йорка.
Блох продемонструвала свої танці Америці. Виступала в Істманському театрі в Рочестері (штат Нью-Йорк). 1922 року одружилася з Кумарасвама. Того ж року опублікувала книгу «Танці і драма Сходу й Заходу» (англ. Dancing and the Drama East and West), яка включала деякі з її малюнків. У книзі порівняно танцювальні спадщини різних східних і західних культур, які вона вивчала під час гастролей не тільки в Яві, але й в Індії, Балі, Камбоджі, Китаї і Японії. Протягом 1920-х років змальовувала епізоди з Гарлемського відродження, серед яких були портрети Бессі Сміт, Жозефіни Бейкер і Телоніуса Монка. 1930 року розлучилася з Кумарасуомі, який працював у Бостоні, тоді як вона проживала в Нью-Йорку.
Блох переїхала до Голлівуду після чого, 1931 року, одружилася з поетом Едвардом Еліску. Блох танцювала і відвідувала різні місця, наприклад, Cotton Club. Від Еліди Вебб вона навчилася танцю чарльстон, її виступи були добре сприйняті. Свої мистецькі роботи виставляла в Нью-Йорку, також була виставка в Каліфорнії. Блох та її чоловік працювали в кіноіндустрії, допоки Комісія з розслідування антиамериканської діяльності не занесла його до чорного списку. Зрештою Блох завершила кар'єру в кіно, а потім і в телеіндустрії. Також до чорного списку потрапив її двоюрідний брат Мортімер Оффнер. Мортімер написав «Маленькі круті хлопці в суспільстві". Після того, як її чоловік потрапив у чорний список, вона, Мортімер та інші мали покинути Голлівуд і повернутися в Нью-Йорк.
Стелла Блох мала двох синів, Девіда і Пітера. Проживаючи в Коннектикуті, написала п'єсу про Ісідору Дункан, але невідомо, чи її десь поставлено. 1989 року вона створила логотип для бродвейського мюзиклу «Чорний і Блакитний».
В 1998 році помер чоловік. 20 січня 1999 в Бетелі, штаті Коннектикут, у віці 101 року Стелла Блох померла.

## Спадщина
1932 році малюнки і фотографії Стелли Блох Ананда Кумарасвамі передав у Музей витончених мистецтв у Бостон. Великі колекції Блох зберігаються в Нью-Йоркській публічній бібліотеці і Гарвардській театральній колекції. Роботи Стелли Блох колекціонували Кетрін Гепберн та Джордж К'юкор.